# Chapelle Saint-Justin de Chambornay-lès-Bellevaux
La chapelle Saint-Justin est une chapelle située à Chambornay-lès-Bellevaux, en France.

## Localisation
La chapelle est située sur la commune de Chambornay-lès-Bellevaux, dans le département français de la Haute-Saône.

## Historique
L'édifice est inscrit au titre des monuments historiques en 2003.